# Spider-Man XXX: A Porn Parody
Pour plus de détails, voir Fiche technique et Distribution.
Spider-Man XXX: A Porn Parody est un film pornographique américain, sorti en 2011.

## Synopsis
J. Jonah Jameson renvoie Peter Parker du Daily Bugle parce qu'il n'a pas pris de photos de Spider-Man, tandis que Robbie Robertson et Betty Brant s'envoient en l'air sur la photocopieuse à propos d'une affaire de harcèlement sexuel.
Electro électrocute une prostituée. Tandis qu'il se rhabille, Le Caïd entre pour lui proposer un mauvais coup.
Mary Jane Watson, de retour à New York, loge chez tante May. Peter Parker l'emmène donc au concert de Dazzler. Au moment de partir, il la laisse seule se faire accoster par trois gangsters, que Spider-Man neutralise facilement. Mary Jane Watson embrasse l'Homme-Araignée et le gratifie d'une fellation.
Electro se rend au rendez-vous du Caïd, pour dérober un objet.
Peter Parker, Mary Jane, Flash Thompson et Gwen Stacy sortent du cinéma, où ils ont vu Black Swan, quand soudain l'électricité est coupée dans toute la ville. Peter Parker va donc voir de quoi il s'agit, laissant Mary Jane et Gwen pour la scène lesbienne devant Flash.
Spider-Man retrouve Electro et le met hors d'état de nuire. À ce moment la veuve noire demande à Spider-Man d'aider Les Vengeurs en échange de ses faveurs.

## Fiche technique
- Titre original : Spider-Man XXX: A Porn Parody
- Réalisation : Axel Braun
- Scénario : Axel Braun et Eli Cross
- Direction artistique : Axel Braun
- Photographie : Brock Landers
- Son : Branda Blossom et Seth Cardigan
- Montage : Axel Braun et Claudia Ross
- Musique : Axel Braun et Claudia Ross
- Production : Toni Brooks, Shylar Cobi
- Société de production : Vivid
- Pays d'origine : États-Unis
- Format : Couleurs
- Genre : pornographique
- Durée : 100 minutes
- Date de sortie : 1er août 2011
- Interdit aux moins de 18 ans

## Distribution
- Xander Corvus : Spider-Man/Peter Parker
- Capri Anderson : Mary Jane Watson
- Dick Delaware : Electro/Max Dillon
- Ash Hollywood : Gwen Stacy
- Sarah Shevon : Betty Brant
- Brooklyn Lee : Veuve noire/Natasha Romanoff
- Tara Lynn Foxx : prostituée électrocutée
- Seth Dickens : Flash Thompson
- Tyler Knight (en) : Robbie Robertson
- Michael Vegas : Harry Osborn
- Peter O'Tool : Le Caïd/Wilson Fisk
- James Bartholet (en) : Dr Otto Octavius
- Lily LaBeau : Liz Allen
- Blyth Hess : tante May
- Rob Black : J. Jonah Jameson

## Récompenses
Prix au AVN award 2012 :
- Meilleure photographie (Best Cinematography) pour Bryn Pryor et Axel Braun
- Meilleure parodie - Drame (Best Parody – Drama)

Nominations au AVN award 2012 :
- Meilleure actrice dans un second rôle (Best Supporting Actress) pour Brooklyn Lee
- Meilleur acteur dans un second rôle (Best Supporting Actor) pour Dick Delaware
- Meilleure prestation non-sexuelle (Best Non-Sex Performance) pour Rob Black
- Meilleur réalisateur - Parodie (Best Director – Parody) pour Axel Braun
- Meilleure scène de sexe anal (Best Anal Sex Scene) pour Brooklyn Lee et Xander Corvus
- Meilleure scène de sexe oral (Best Oral Sex Scene) pour Capri Anderson
- Meilleure scène de sexe à trois F/F/H (Best Three-Way Sex Scene (G/G/B)) pour Ash Hollywood, Capri Anderson et Seth Dickens
- Scène de sexe la plus scandaleuse (Most Outrageous Sex Scene) pour Capri Anderson et Xander Corvus "The Amazing Upside-Down Spidey B.J."
- Meilleure direction artistique (Best Art Direction)
- Meilleur scénario - Parodie (Best Screenplay – Parody) pour Axel Braun et Mark Logan
- Meilleur montage (Best Editing) pour Axel Braun et Claudia Ross
- Meilleurs bonus de DVD (Best DVD Extras)
- Meilleurs effets spéciaux (Best Special Effects)
- Meilleure campagne de marketing - Projet individuel (Best Overall Marketing Campaign – Individual Project)
- Meilleur packaging - Vidéo (Best Packaging - Video)